# Pie-libra fuerza
Pie-libra fuerza, en el sistema inglés de unidades, utilizado en los Estados Unidos y en muchos territorios de habla inglesa, es una unidad de energía que se compone de la unidad de fuerza libra y la unidad de longitud pie. 
Un pie-libra fuerza equivale a 1.355 817 948 331 4004 julios en el Sistema Internacional de Unidades.
- Datos: Q730251